# Grand orgue Kuhn de l'église Saint-François (Lausanne)
Le Grand orgue Kuhn de l'église Saint-François ou les Grandes orgues de l'église Saint-François est le principal orgue de l'église Saint-François à Lausanne. Deuxième instrument de la ville derrière les Grandes orgues de la Cathédrale, le Grand orgue de Saint-François appartient à l'ensemble d'orgues « Organopole ».
L'orgue actuel est un instrument conçu en 1990 par le facteur Kuhn. Il issu de plusieurs modernisations de l'orgue original de l'église, un Scherrer de 1777. Repensé en 1864 par Eberhard Friedrich Walcker, l'instrument est à nouveau modifié en 1936 et 1990 par l'atelier Kuhn.

## Caractéristiques

### Aspects techniques
Le Grand orgue est pourvu de 5 claviers et un pédalier. Les claviers correspondent à un positif de dos, un grand orgue, un solo, un récit expressif et un grand chœur. La traction des touches est exclusivement mécanique.
Au total, l'instrument comprend 75 jeux répartis sur les 5 claviers et le pédalier.
À l'exception du grand chœur, tous les claviers sont pourvus d'un d'un tremblant. Un tremblant peut toutefois être appliqué aux jeux du grand chœur, le clavier étant rattaché au tremblant du grand orgue.
Le clavier solo est également pourvu d'un rossignol.
L'ensemble des jeux du récit expressif ainsi que le jeu de la Voix humaine (disposé sur le grand chœur) peuvent être moduler par une pédale d'expression.

### Composition des jeux
La composition des jeux de l'orgue est la suivante, :
| Positif de dos - Clavier 1 |     |       |
| Bourdon                    |     | 8′    |
| Prestant                   |     | 4′    |
| Flûte à cheminée           |     | 4′    |
| Nazard                     |     | 2/3′  |
| Flûte                      |     | 2′    |
| Tierce                     |     | 13/5′ |
| Larigot                    |     | 1/3′  |
| Cromorne                   |     | 8′    |
| Plein-jeu                  | 3r. | 1′    |

| Grand orgue - Clavier 2 |     |       |
| Dessus de Flûte         |     | 32′   |
| Principal               |     | 16′   |
| Bourdon                 |     | 16′   |
| Montre                  |     | 8′    |
| Bourdon                 |     | 8′    |
| Gambe                   |     | 8′    |
| Gros Nazard             |     | 51/3′ |
| Prestant                |     | 4′    |
| Grosse Tierce           |     | 31/5′ |
| Quinte                  |     | 2/3′  |
| Doublette               |     | 2′    |
| Fourniture              | 4r. | 2/3′  |
| Cymbale                 | 3r. | 1/3′  |

| Solo - Clavier 3 |     |      |
| Principal        |     | 8′   |
| Bourdon          |     | 8′   |
| Salicional       |     | 8′   |
| Prestant         |     | 4′   |
| Flûte            |     | 4′   |
| Doublette        |     | 2′   |
| Cornet           | 3r. | 2/3′ |
| Sordun           |     | 16′  |
| Clarinette       |     | 8′   |

| Récit expressif - Clavier 4 |       |       |
| Bourdon                     |       | 16′   |
| Montre                      | 2r.   | 8′    |
| Flûte d'orchestre           |       | 8′    |
| Cor de nuit                 |       | 8′    |
| Viole de gambe              |       | 8′    |
| Voix céleste                |       | 8′    |
| Prestant                    |       | 4′    |
| Flûte harmonique            |       | 4′    |
| Nazard                      |       | 2/3′  |
| Flûte                       |       | 2′    |
| Tierce                      |       | 13/5′ |
| Septième                    |       | 1     |
| Piccolo                     |       | 1/7′  |
| Fourniture                  | 5-6r. | 2′    |
| Cornet                      | 5r.   | 8′    |
| Basson                      |       | 16′   |
| Trompette                   |       | 8′    |
| Hautbois                    |       | 8′    |
| Clairon                     |       | 4′    |

| Grand chœur - Clavier 5 |     |     |
| Flûte majeure           |     | 8′  |
| Bombarde                |     | 16′ |
| Trompette               |     | 8′  |
| Clairon                 |     | 4′  |
| Cornet                  | 5r. | 8′  |
| Buccina                 |     | 8′  |
| Cor anglais             |     | 8′  |
| Voix humaine            |     | 8′  |

| Pédale      |     |       |
| Soubasse    |     | 32′   |
| Principal   |     | 16′   |
| Flûte       |     | 16′   |
| Soubasse    |     | 16′   |
| Prestant    |     | 8′    |
| Flûte       |     | 8′    |
| Violoncelle |     | 8′    |
| Bourdon     |     | 8′    |
| Tierce      |     | 62/5′ |
| Cornet      | 2r. | 51/3′ |
| Prestant    |     | 4′    |
| Flûte       |     | 4′    |
| Septième    |     | 2/7′  |
| Mixture     | 4r. | 2/3′  |
| Bombarde    |     | 32′   |
| Bombarde    |     | 16′   |
| Trompette   |     | 8′    |